# Судный дворцовый приказ
СУ́ДНЫЙ ДВОРЦО́ВЫЙ ПРИКА́З — центральное государственное учреждение в России во 2-й половине XVII – 1-й четверти XVIII веков с судебными функциями. 
Возник не позднее 1664 года (по другим источникам впервыем упоминается в 1626 году, как часть приказа Большого дворца). Возглавляли, как правило, руководители приказа Большого дворца (по сути его отделение). Осуществлял суд по гражданскими и уголовным делам посадских людей, крестьян, бобылей, живших в  городах, слободах, сёлах и прочих населённых пунктах, находившихся в ведении приказа Большого дворца, а также с 1700 года – по служебным делам патриарших «домовых дел» стряпчих, управлявших вотчинами в Патриаршей  области (епархии). В 1679 году было велено вместо Холопьего приказа являть записи на поступление в работники людей, принадлежавшим к дворцовым сёлам и городам. С 1682 года оформляли записи о сдаче жителями дворцовых слобод в наём их дворов, изб и подклетей. По-видимому, приказ прекратил своё существование в связи с изменением подсудности населения дворцовых земель в ходе проведения губернской реформы 1708 года.

### Руководители приказа
- 15 сентября 1664— 5 февраля 1680 — Хитрово Богдан Матвеевич[2][3].

На различных этапах Приказа к работе привлекались:
— 14 июля 1666—11 октября 1669 — Хитрово Иван Богданович.
— 13 мая 1670—9 декабря 1678 — Хитрово Александр Севастьянович. 
— до 16 сентября 1669 — Селифонтов Воин Калинникович. 
— 13 декабря 1670—14 августа 1676 — Языков Иван Максимович. 
— с 14 августа 1676 — Лихачёв Михаил Тимофеевич.
— с 24 октября 1677 — Мертваго Михаил Степанович. 
— Дьяки Приказа: Иван Балакшин (до 17 сентября 1668). Денис Савлуков (1664). Андрей Селин (март-апрель 1664). Никита Шарапов (1667/68—1669/70). Иван Вахрамеев (31 августа 1669 — 13 января 1671). Василий Политов (31 августа 1669). Василий Протопопов (16 сентября 1669 — 20 октября 1671). Григорий Пестриков (10 апреля 1671 — 17 января 1678). Ерофей Сахаров (6 апреля—12 мая 1673). Иван Ярославцев (1672/73 — 20 декабря 1675). Василий Пестриков (8 марта 1675). Петр Кудрявцев (29 февраля 1676 — 1677/78). Никита Поярков (с 1677/78). Лев Протопопов (1676—1677/78). 
- 9 мая 1680—1 сентября 1686 — Одоевский Василий Фёдорович[3].

На различных этапах Приказа к работе привлекались:
— Мертваго Михаил Степанович (до 14 мая 1680).
— Челищев Михаил Борисович (1684/85). 
—  Дьяки Приказа: Н. Поярков (до 13 ноября 1686). Л. Протопопов (до 1679/80 с 1683/84). Тимофей Савлуков (17 марта 1681). Кирилл Алексеев (28 июля 1681 — 7 июля 1682). Иван Клементьев (с декабря 1681). Дмитрий Стефанов (с 1684/85). 
- 16 января—1 сентября — окольничий Толочанов Семён Фёдорович[3].

На различных этапах Приказа к работе привлекались:
— Супонев Григорий Семёнович. 
— Дьяки Приказа: Л. Протопопов (1686/87). Д. Стефанов (1686/87). Гаврила Перекусихин (1687/88 — 15 сентября 1689). Петр Тютчев (с 1687/88). 
- 18 мая 1690— 18 ноября 1691 — Лопухин Пётр Аврамович Большой-Лапка[3].

На различных этапах Приказа к работе привлекались:
— Супонев  Григорий Семёнович (до 7 июня 1690). 
— Готовцев Семён Васильевич (с 7 июня 1690). 
— Дьяки приказа: Кузьма Карпов (15 сентября 1689 — 1690/91). Михаил Волков (с 1689/90). Фёдор Берестов (с 30 июля 1691). 
- до 10 декабря 1692 — Готовцев Семён Васильевич[3].

На различных этапах Приказа к работе привлекались:
— Авдеев Алексей (с 8 декабря 1692).
- С 10 декабря 1692—1695/96  — Щепин Иван Иванович[3].

— Дьяки Приказа: Л. Протопопов (до 1694/95). А. Авдеев; М. Волков (1693/94). Ф. Берестов (1693/94.).
- 25 февраля 1697— 1697/98 — Стрешнев Тихон Никитич[2].

На различных этапах Приказа к работе привлекались:
— Щепин Иван Иванович (до 13 марта 1697). 
— Философов Матвей Федорович (с 10 марта 1697). 
— Деревнин Гаврила (25 февраля 1697). 
— Дьяки Приказа: Л. Протопопов (1696/97). П. Тютчев (с 13 апреля 1697). М. Волков (с 1696/97). А. Авдеев (с 1696/97). Иван Верещагин (18 июля 1697). 
- 1698/99—июнь 1708  — Философов Михаил Фёдорович[3].